# Castillo de Goldegg (Salzburgo)

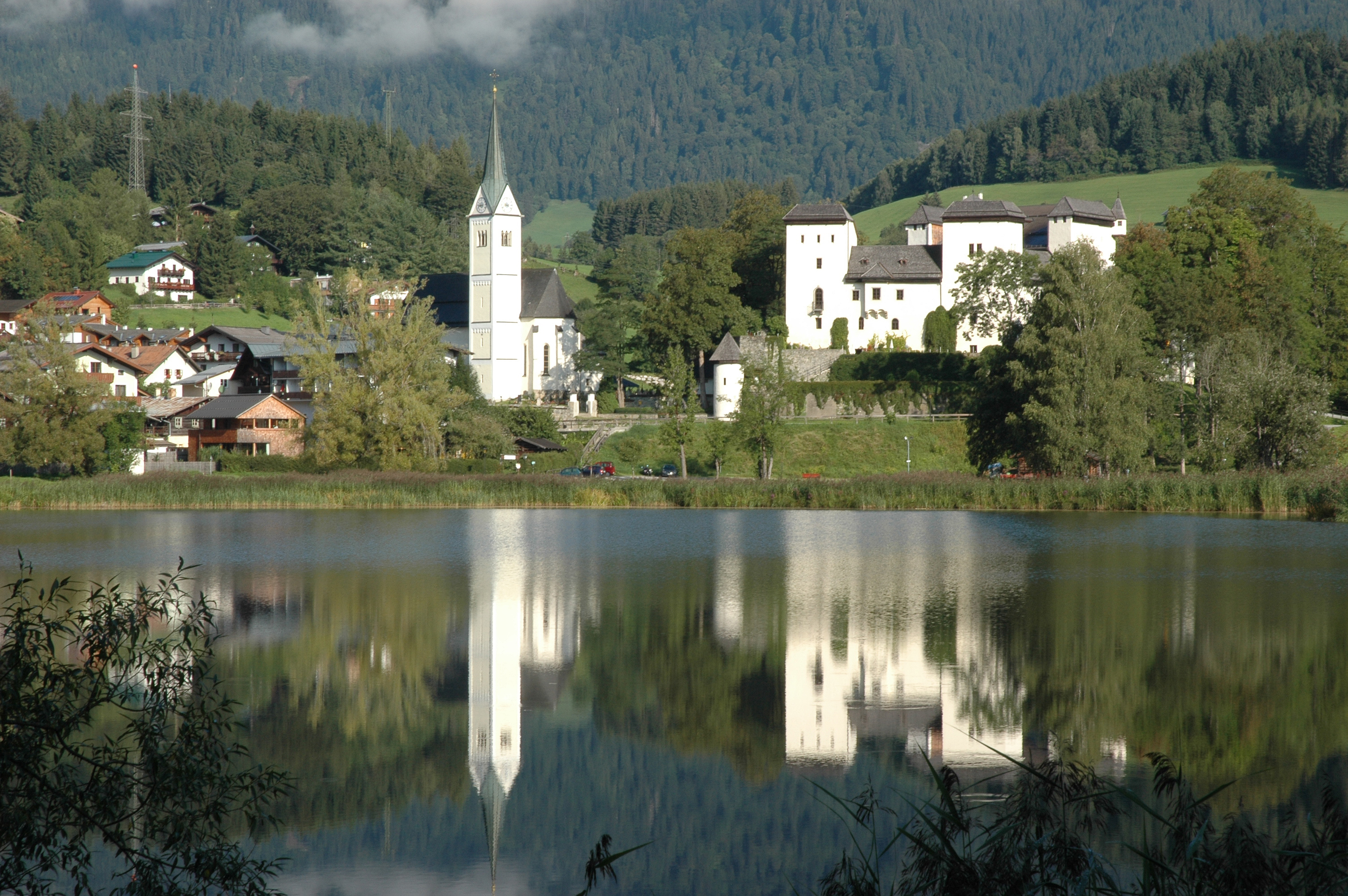
Iglesia parroquial y castillo Goldegg en Pongau, 2009

El castillo de Goldegg está situado en un afloramiento rocoso en la orilla norte del lago de Goldegg, en el municipio de Goldegg, en el distrito de St. Johann im Pongau, en la provincia de Salzburgo, en Austria.

## Historia
La fecha de construcción del primer castillo no está clara. Los señores de Goldegg, una poderosa dinastía ministerial dentro y fuera de Salzburgo, pueden haber sido los constructores. Se hacían llamar von Pongau (de Pongau) desde el siglo XII. En 1314, tanto Luis IV el Bávaro (1314-1347) como Federico el Hermoso (1314-1330) fueron elegidos reyes alemanes. Wulfing I de Goldegg luchó del lado de Luis en las posteriores disputas por el trono real. Tras la batalla de Mühldorf (1322), el arzobispo de Salzburgo Federico III de Leibnitz (1315-1338), que luchaba del lado de Federico, hizo destruir los castillos de Altenhof y Taxenbach. Sin embargo, debido a la victoria de Luis, el arzobispo de Salzburgo tuvo que permitir a los señores de Goldegg reconstruir el castillo. La construcción del nuevo castillo comenzó en 1323 y se terminó al mismo tiempo que la iglesia. Goldegg fue la sede de un Hofmark y sirvió como fortificación defensiva para proteger la carretera que unía Pongau y Pinzgau. El núcleo de las instalaciones que aún existen hoy en día se remontan a este castillo.
Haug von Goldegg fue el último de su familia en morir, el 19 de septiembre de 1400. Dos años antes había vendido gran parte de sus propiedades al arzobispo Gregor Schenk von Osterwitz. Legó el castillo de Goldegg, el Hofmark Wagrain y los bosques de Rauris a su hija Dorotea. Dorotea murió en 1438 y el castillo pasó a su único hijo, Wolfgang von Freundsberg, que murió sin descendencia en 1449. Debido a disputas sucesorias con los arzobispos de Salzburgo, el castillo fue ocupado por las tropas del arzobispo Friedrich IV. Los parientes tiroleses de Wolfgang eran demasiado débiles para oponerse. Cedieron sus derechos de propiedad a los favoritos del duque Segismundo de Austria, los tristemente célebres hermanos Gradner, conocidos por su excesiva adquisición de bienes. En consecuencia, el arzobispo tuvo que dejar en feudo la herencia de los Goldegger a los hermanos en 1450 y les concedió un derecho preferente de compra. Los enemigos de los Gradner los derrocaron en Tirol en 1455 y Ulrich von Freundsberg, padre del posteriormente desacreditado líder de lansquenetes Georg von Freundsberg, recuperó el castillo. Sin embargo, el arzobispo Segismundo I von Volkersdorf no se rindió y finalmente se hizo con el castillo mediante compra ese mismo año. Posteriormente, el castillo fue administrado por alcaides y capitanes salzburgueses. En 1463, el capitán Ulrich Dienstl defendió con éxito el castillo durante un asedio de una semana por parte de campesinos rebeldes, que tuvieron que ceder ante el ejército del arzobispo. El soberano nombró entonces a su hermano Balthasar von Weißpriach alcaide de Goldegg. En 1481, el arzobispo de Salzburgo Bernhard II von Rohr (1466-1482) vendió el castillo a su alcaide en Radstadt, Willhelm Graf, y a su prestamista Konrad Strochner, durante su guerra contra el emperador Federico III, por necesidad económica, aunque con derecho a recompra. Es probable que en esa época se realizaran en el castillo una serie de ampliaciones y reformas, como la ampliación de las ventanas, las estructuras defensivas y las torrecillas de las esquinas.
La familia Graf ya había adquirido el nombre de la extinta familia von Schernberg como título nobiliario en 1370. Christoph Graf von Schernberg, casado con Elisabeth, que era pariente del arzobispo Leonhard von Keutschach, defendió con éxito la ciudad de Radstadt, leal al obispo, en la Guerra de los Campesinos de 1526. Al año siguiente, el arzobispo Mathäus Lang le regaló el castillo de Goldegg, incluido el registro de los derechos de propiedades, por sus servicios (entre otras cosas, el conde había adelantado al obispo 3.000 florines para el arca de guerra). Comenzó entonces la transformación en un castillo habitable del siglo XVI. Se construyó una nueva ala entre las torres, creando un patio interior cerrado. En el segundo piso, la sala de los caballeros se decoró con paneles pintados. El revestimiento medieval anterior se sustituyó por un artesonado.

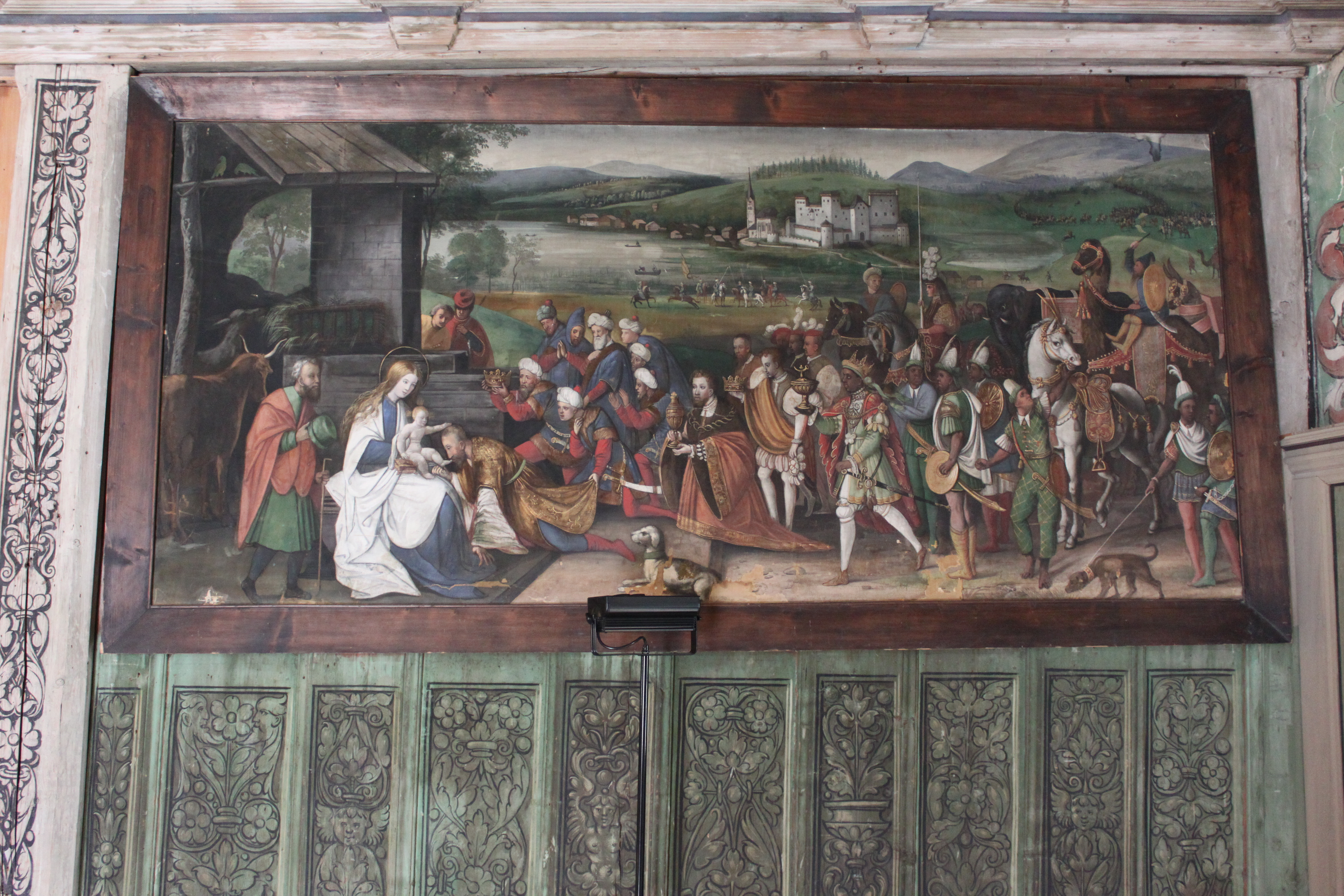
Cuadro Adoración de los Magos en Goldegg en la sala de los caballeros. En primer plano está la Adoración de los Magos, al fondo la localidad de Goldegg con su castillo, iglesia y casas en el lago Goldegg que data del. Century es la representación más antigua del lugar. La propiedad del mismo es controvertida y es objeto de procedimientos judiciales desde 2010.

En 1612, tras la muerte del endeudado conde Christoph el Joven, la finca fue confiscada por el arzobispo Wolf Dietrich von Raitenau (1587-1612) como feudo hereditario. La armería se trasladó al cercano castillo de Hohenwerfen y el derecho de custodia se concedió al barón Dietrich Khuen von Belasy de por vida. Por aquel entonces, el castillo ya empezaba a deteriorarse. Dietrich Kuen murió en 1635 y el Hofmark Goldegg y el juzgado de St. Veit se fusionaron para formar el juzgado de Goldegg en 1640. Konrad conde von Schernberg fue otro alcaide del señorío de Goldegg y del juzgado tutelar de St. Veit. Su esposa, Maria Barbara de soltera Ritz von Grub, aparece retratada en un óleo de 1650 en la sala de los caballeros del castillo. En los siglos siguientes, el castillo siguió siendo la sede del alcaide del mismo  y fue elogiado por varios visitantes, por ejemplo en 1764 por el camarero trinchante y aposentador de corte Franz Anton Gilowsky von Urazowa, en 1796 por el escritor de viajes Lorenz Hübner o en 1798 por el canónigo Friedrich von Spaur.
En 1821, el castillo se convirtió en un edificio de oficinas de impuestos de monarquía imperial austriaca. La casa del alguacil se convirtió en un tribunal penal mediante la instalación de celdas de prisión. En 1838 se construyeron una nueva escalera y un nuevo piso para el conserje. Ignaz von Kürsinger fue conserje de Goldegg del 16 de junio al 29 de diciembre de 1834; escribió un informe entusiasta sobre la sala de los caballeros del castillo para un periódico, Salzburger Amts- und Intelligenzblatt. El castillo siguió siendo la sede del juzgado de primera instancia de Salzburgo hasta 1854. En 1859, el conde Max O'Donell, que se había hecho famoso sobre todo por su participación en la prevención de un intento de asesinato del emperador Francisco José, compró el castillo a la Administración Imperial-Real del distrito. Compró el castillo a la Administración Imperial y del Distrito Real y le dio su aspecto actual mediante una profunda restauración. Sin embargo, permaneció deshabitado y fue vendido a Hubert Max Friedrich Graf von Galen en 1874. Él y su esposa, Therese condesa von Bocholtz-Asseburg, se habían trasladado a Salzburgo desde Westfalia como católicos a raíz del movimiento prusiano protestante anticatólico "Los-von-Rom" ("Lejos de Roma"). Después de 1938, el edificio se utilizó como campo para niñas del Servicio de Trabajo del Reich (RAD). A partir de 1949, la archidiócesis de Salzburgo estableció aquí un centro juvenil y una casa de retiro. En 1959, Margarete Condesa von Galen vendió el edificio a la Archidiócesis de Salzburgo. Desde 1973, el castillo es propiedad del municipio de Goldegg.

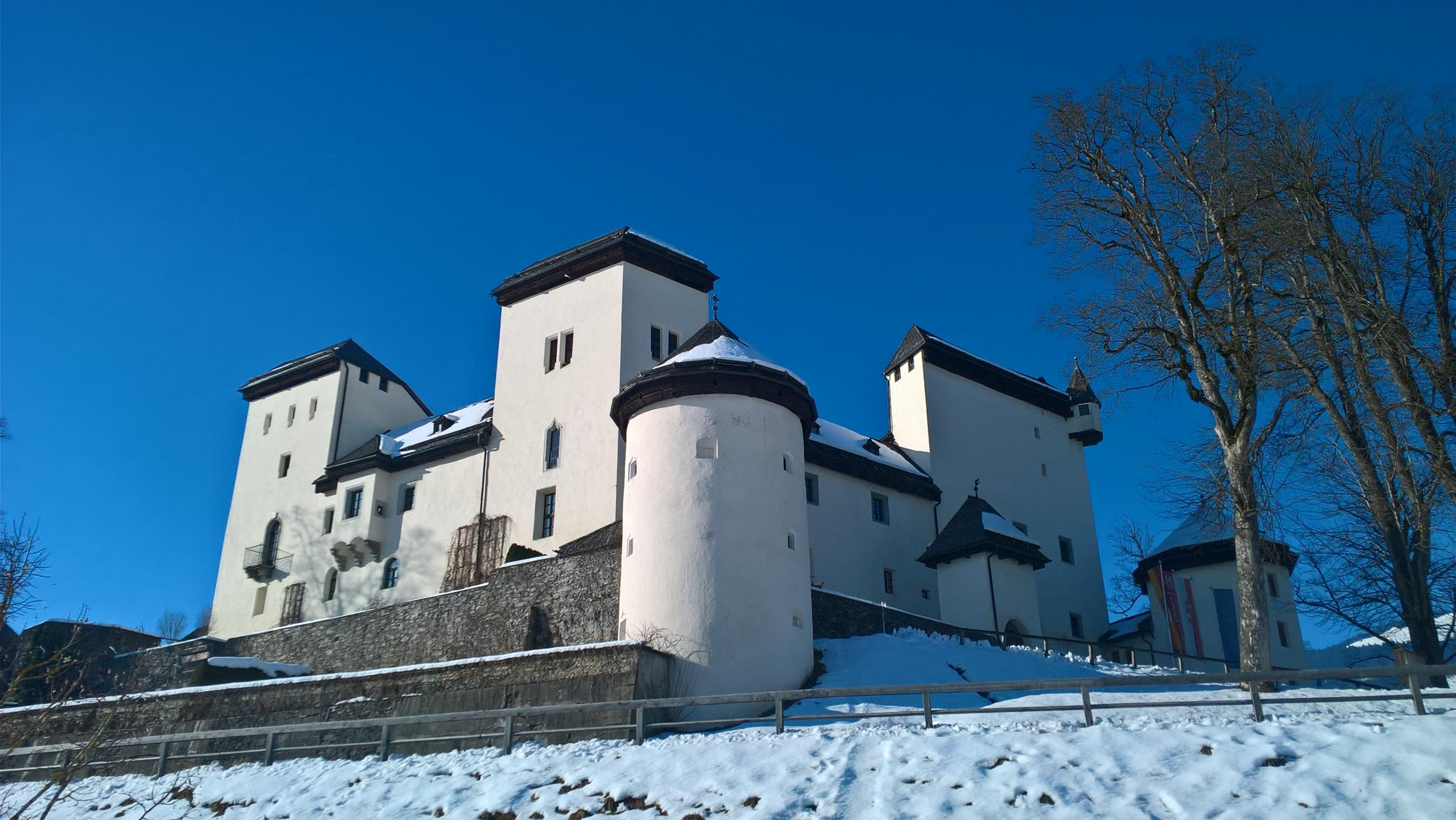
Castillo de Goldegg con nieve

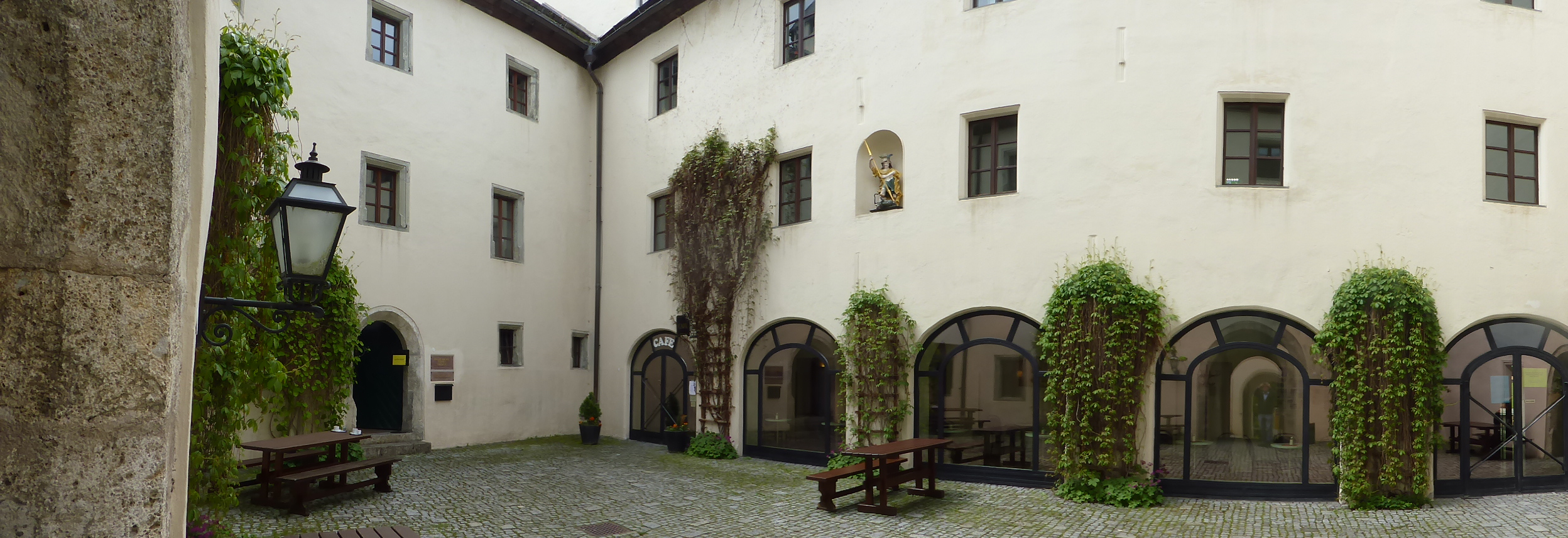
Patio interior del castillo Goldegg

Tras una profunda renovación para la segunda Exposición Provincial de Salzburgo Reforma, Emigración - Protestantes en Salzburgo en 1981, se ha convertido desde entonces en un importante centro cultural y educativo de la región de Pongau. En la actualidad alberga el Museo de Historia Local de Pongau, un centro cultural y de seminarios, cuyo corazón es la asociación cultural SCHLOSS GOLDEGG, fundada en 1982, que organiza los Diálogos de Goldegg, así como una academia de pintura y un café.